# One Girl/One Boy
One Girl/One Boy è una canzone del gruppo rock americano !!! del 2013.
Fu pubblicato come secondo singolo dal loro quinto album in studio, Thr!!!er il 2 aprile 2013.

## Video musicale
Il 15 maggio è stato rilasciato un video musicale per la canzone, dove ha raggiunto la posizione numero 87 nella classifica Belgian Flanders Tip ed è apparso nell'immaginaria stazione radio Radio Mirror Park nel videogioco Grand Theft Auto V.
Il video musicale ufficiale di "One Girl/One Boy", della durata di tre minuti e venti secondi, è stato caricato sul canale YouTube ufficiale della band il 15 maggio 2013. Il regista del video è stato accreditato come Alan Smithee.